# Steve Reid
Steve Reid (29. ledna 1944 – 13. dubna 2010) byl americký jazzový bubeník. Narodil se v newyorském Bronxu a na bicí začal hrát v šestnácti letech. Během své kariéry spolupracoval s mnoha hudebníky, mezi něž patří například Miles Davis, James Brown, Arthur Blythe a Frank Lowe. V roce 2006 vydal společné album s anglickým hudebníkem Kieranem Hebdenem nazvané The Exchange Session Vol. 1, které kombinuje jazz s elektronickou hudbou. Dvojice v následujících letech vydala tři další společná alba. Zemřel na rakovinu ve věku 66 let.